# Lijst van gemeenten in het departement Indre

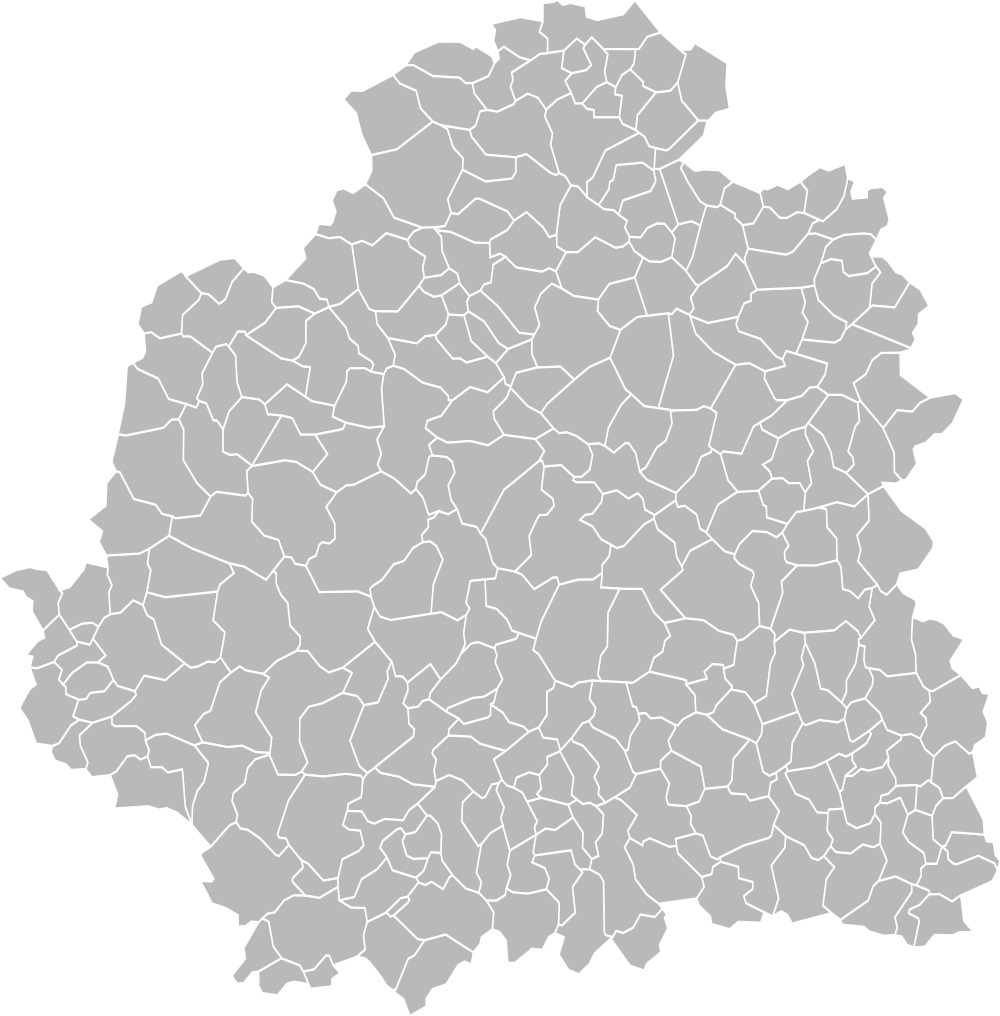
Gemeenten in Indre

Hieronder volgt een lijst van de 247 gemeenten (communes) in het Franse departement Indre (departement 36).

## A
Aigurande
- Aize
- Ambrault
- Anjouin
- Ardentes
- Argenton-sur-Creuse
- Argy
- Arpheuilles
- Arthon
- Azay-le-Ferron

## B
Badecon-le-Pin
- Bagneux
- Baraize
- Baudres
- Bazaiges
- Beaulieu
- Bélâbre
- la Berthenoux
- le Blanc
- Bommiers
- Bonneuil
- les Bordes
- Bouesse
- Bouges-le-Château
- Bretagne
- Briantes
- Brion
- Brives
- la Buxerette
- Buxeuil
- Buxières-d'Aillac
- Buzançais

## C
Ceaulmont
- Celon
- Chabris
- Chaillac
- Chalais
- la Champenoise
- Champillet
- la Chapelle-Orthemale
- la Chapelle-Saint-Laurian
- Chasseneuil
- Chassignolles
- Châteauroux
- Châtillon-sur-Indre
- la Châtre
- la Châtre-Langlin
- Chavin
- Chazelet
- Chezelles
- Chitray
- Chouday
- Ciron
- Cléré-du-Bois
- Clion
- Cluis
- Coings
- Concremiers
- Condé
- Crevant
- Crozon-sur-Vauvre
- Cuzion

## D
Déols
- Diors
- Diou
- Douadic
- Dunet
- Dun-le-Poëlier

## E
Écueillé
- Éguzon-Chantôme
- Étrechet

## F
Faverolles
- Feusines
- Fléré-la-Rivière
- Fontenay
- Fontgombault
- Fontguenand
- Fougerolles
- Francillon
- Frédille

## G
Gargilesse-Dampierre
- Gehée
- Giroux
- Gournay
- Guilly

## H
Heugnes

## I
Ingrandes
- Issoudun

## J
Jeu-les-Bois
- Jeu-Maloches

## L
Lacs
- Langé
- Levroux
- Lignac
- Lignerolles
- Lingé
- Liniez
- Lizeray
- Lourdoueix-Saint-Michel
- Lourouer-Saint-Laurent
- Luant
- Luçay-le-Libre
- Luçay-le-Mâle
- Lurais
- Lureuil
- Luzeret
- Lye
- Lys-Saint-Georges

## M
le Magny
- Maillet
- Malicornay
- Mâron
- Martizay
- Mauvières
- Menetou-sur-Nahon
- Ménétréols-sous-Vatan
- le Menoux
- Méobecq
- Mérigny
- Mers-sur-Indre
- Meunet-Planches
- Meunet-sur-Vatan
- Mézières-en-Brenne
- Migné
- Migny
- Montchevrier
- Montgivray
- Montierchaume
- Montipouret
- Montlevicq
- Mosnay
- la Motte-Feuilly
- Mouhers
- Mouhet
- Moulins-sur-Céphons
- Murs

## N
Néons-sur-Creuse
- Néret
- Neuillay-les-Bois
- Neuvy-Pailloux
- Neuvy-Saint-Sépulchre
- Niherne
- Nohant-Vic
- Nuret-le-Ferron

## O
Obterre
- Orsennes
- Orville
- Oulches

## P
Palluau-sur-Indre
- Parnac
- Parpeçay
- Paudy
- Paulnay
- le Pêchereau
- Pellevoisin
- Pérassay
- la Pérouille
- le Poinçonnet
- Pommiers
- le Pont-Chrétien-Chabenet
- Poulaines
- Pouligny-Notre-Dame
- Pouligny-Saint-Martin
- Pouligny-Saint-Pierre
- Préaux
- Preuilly-la-Ville
- Prissac
- Pruniers

## R
Reboursin
- Reuilly
- Rivarennes
- Rosnay
- Roussines
- Rouvres-les-Bois
- Ruffec

## S
Sacierges-Saint-Martin
- Saint-Aigny
- Saint-Aoustrille
- Saint-Août
- Saint-Aubin
- Saint-Benoît-du-Sault
- Sainte-Cécile
- Saint-Chartier
- Saint-Christophe-en-Bazelle
- Saint-Christophe-en-Boucherie
- Saint-Civran
- Saint-Cyran-du-Jambot
- Saint-Denis-de-Jouhet
- Sainte-Fauste
- Saint-Florentin
- Saint-Gaultier
- Sainte-Gemme
- Saint-Genou
- Saint-Georges-sur-Arnon
- Saint-Gilles
- Saint-Hilaire-sur-Benaize
- Saint-Lactencin
- Sainte-Lizaigne
- Saint-Marcel
- Saint-Martin-de-Lamps
- Saint-Maur
- Saint-Médard
- Saint-Michel-en-Brenne
- Saint-Pierre-de-Jards
- Saint-Pierre-de-Lamps
- Saint-Plantaire
- Sainte-Sévère-sur-Indre
- Saint-Valentin
- Sarzay
- Sassierges-Saint-Germain
- Saulnay
- Sauzelles
- Sazeray
- Ségry
- Selles-sur-Nahon
- Sembleçay
- Sougé

## T
Tendu
- Thenay
- Thevet-Saint-Julien
- Thizay
- Tilly
- Tournon-Saint-Martin
- le Tranger
- Tranzault

## U
Urciers

## V
Valençay
- Varennes-sur-Fouzon
- Vatan
- Velles
- Vendœuvres
- la Vernelle
- Verneuil-sur-Igneraie
- Veuil
- Vicq-Exemplet
- Vicq-sur-Nahon
- Vigoulant
- Vigoux
- Vijon
- Villedieu-sur-Indre
- Villegongis
- Villegouin
- Villentrois
- Villers-les-Ormes
- Villiers
- Vineuil
- Vouillon